# Станишевский, Владислав Никифорович
Владисла́в Ники́форович Станише́вский (эст. Vlad Stanishevski; 18 июня 1947, Тамбов, СССР — 6 августа 2011, Таллин, Эстония) — советский художник-график, иллюстратор. Лауреат Государственной премии СССР (1990).
В 1993 году был включён в энциклопедию лучших авторов экслибрисов мира «Biografical of the art of the contemporary exlibris». Известен также как мастер ксилографии.

## Работы
- «Могилы без крестов» (Арвед Вийрланд)[2]
- Оформление перевода на эстонский язык поэмы «Медный всадник» (А. С. Пушкин)[3].
- «Реквием» Ахматовой[3].

## Награды
- 1990 — Государственная премия СССР
- Золотая медаль ВДНХ